# Fortinea
Fortinea é um gênero de traça pertencente à família Agonoxenidae.